# タシュケント地下鉄ウズベキスタン線
ウズベキスタン線（ウズベキスタンせん、ウズベク語: Oʻzbekiston yo'li、ロシア語: Узбекистанская линия）はウズベキスタン共和国タシュケント市アルマザール地区のベルニー駅からヤシュナバード地区のドゥストリク駅を結ぶ、タシュケント地下鉄の鉄道路線。11駅14.3kmを結ぶ。午前5時から午後12時まで営業している。

## 沿革
- 1984年12月8日  - アリシェル・ナヴォイ—タシュケント間4.8 km開通。
- 1987年11月6日 - タシュケント—ドゥストリク間3.3 km開通。
- 1989年11月6日 - アリシェル・ナヴォイ—チョルスー間2.4 km開通。
- 1991年4月30日  - チョルスー—ベルニー間3.8 km開通。
- 1992年 - コスモナフトラル・プロスペクティ駅がコスモナフトラル駅に、タシュセルマシュ駅がマシナサズラル駅（ウズベク語版）に改名。

## 使用車両
- 81-717/714形
- 81-718.0/719.0形
- 81-765/766/767形

## 駅一覧
全駅タシュケント市内に位置する。
| 駅名                   | 駅名                  | 駅間 キロ | 累計 キロ | 接続路線・備考                     | 所在地                                  |
| 日本語                 | ウズベク語            | 駅間 キロ | 累計 キロ | 接続路線・備考                     | 所在地                                  |
| ---------------------- | --------------------- | --------- | --------- | ---------------------------------- | --------------------------------------- |
| ベルニー駅             | Beruniy bekati        | 0         | 0         |                                    | アルマザール地区                        |
| ティンチリク駅         | Tinchlik bekati       |           |           |                                    | アルマザール地区 シャイハンターフル地区 |
| チョルスー駅           | Chorsu bekati         |           |           |                                    | シャイハンターフル地区                  |
| ガフール・グラム駅     | Gʻafur Gʻulom bekati  |           |           |                                    | シャイハンターフル地区                  |
| アリシェル・ナヴォイ駅 | Alisher Navoiy bekati |           |           | チランザール線（パフタコール駅）   | シャイハンターフル地区                  |
| ウズベキスタン駅       | Oʻzbekiston bekati    |           |           |                                    | シャイハンターフル地区 ヤッカサライ地区 |
| コスモナフトラル駅     | Kosmonavtlar bekati   |           |           |                                    | ヤッカサライ地区                        |
| アイベク駅             | Oybek bekati          |           |           | ユヌサバード線（ミング・オリク駅） | ミラバード地区                          |
| タシュケント駅         | Toshkent bekati       |           |           | ウズベキスタン鉄道                 | ミラバード地区                          |
| マシナサズラル駅       | Mashinasozlar bekati  |           |           |                                    | ミラバード地区                          |
| ドゥストリク駅         | Doʻstlik bekati       |           | 14.3      | 環状線（テフノパルク駅）           | ヤシュナバード地区                      |